# سلافن ريماك
سلافن ريماك (بالكرواتية: Slaven Rimac) مواليد 19 ديسمبر 1974 في زغرب، جمهورية كرواتيا الاشتراكية، هو مدرب كرة سلة كرواتي ولاعب معتزل. بدأ مسيرته الاحترافية في سنة 1989. يبلغ طوله 6 قدم 4.75 بوصة (1.9 م). مثّل منتخب بلاده. شارك في دورة الألعاب الأولمبية الصيفية سنة 1996. اعتزل اللعب في 2012.

## المسيرة الاحترافية
لعب مع سيبونا من سنة 1990 إلى 1998، ثم لعب مع نادي طوفاس الرياضي في الدوري التركي من سنة 1998 إلى 2000، ثم لعب مع جوفينتوت بادالونا في الدوري الإسباني في موسم 2000–2001، ثم لعب مع أولمبيا ميلانو في الدوري الإيطالي في موسم 2001–2002، ثم لعب مع طوفاس الرياضي في الدوري التركي من سنة 1998 إلى 2000، ثم لعب مع جوفينتوت بادالونا في الدوري الإسباني في موسم 2000–2001، ثم لعب مع أولمبيا ميلانو في الدوري الإيطالي في موسم 2001–2002، ثم لعب مع نادي سيبونا من سنة 2002 إلى 2004، ثم لعب مع ماكدونيكوس في موسم 2004–2005، ثم لعب مع إيه إي كي في موسم 2005–2006، ثم لعب مع أزوفماش في موسم 2006–2007.

## روابط خارجية
- سلافن ريماك على موقع الاتحاد الدولي لكرة السلة (الإنجليزية)
- سلافن ريماك على موقع الدوري الإسباني لكرة السلة (الإسبانية)
- سلافن ريماك على موقع كرة السلة الأوروبية.كوم (الإنجليزية)
- سلافن ريماك على موقع ريلجم (الإنجليزية)
- سلافن ريماك على موقع بروبوليرز (الإنجليزية)
- سلافن ريماك على موقع سبورتس رفرنس (الإنجليزية)
- سلافن ريماك على موقع أوليمبيديا (الإنجليزية)